# بريان وليامز (لاعب كرة قدم كندية)
بريان وليامز (بالإنجليزية: Bryan Williams)‏ هو لاعب كرة قدم كندية أمريكي، ولد في 17 سبتمبر 1987 في آكرون في الولايات المتحدة.